# Dieser Traum darf niemals sterben
Dieser Traum darf niemals sterben war der deutsche Beitrag zum Eurovision Song Contest 1991, der von Atlantis 2000 auf Deutsch gesungen wurde.

## Entstehung und Inhalt
Der Song wurde von Helmut Frey geschrieben, der Text von Alfons Weindorf, der das Lied auch produzierte. Es ist eine dramatische Ballade, in der die Band singt, dass die Menschheit lernen muss, ihre Neigung zum Hass zu überwinden, um Einheit zu erreichen. „Dieser Traum“, singt sie, „darf niemals sterben“. Atlantis 2000 nahm auch eine englische Version des Liedes mit dem Titel Never Ending Dream auf.

## Rezeption
Der Song wurde per TED ausgewählt, wobei es am Ergebnis der Wahl viel Kritik gab – einige Rezensenten fanden das Lied selbst nicht besonders stark, andere kritisierten, es bediene mit seinem Appell an „Frieden, Liebe und Hoffnung für die Zukunft“ ein Eurovisionsklischee.

## Song Contest
Dieser Traum darf niemals sterben wurde am Abend des Grand Prix an 17. Stelle aufgeführt, nach Kaija aus Finnland mit Hullu yö und vor Clouseau aus den Belgien mit Geef het op. Dirigent war Hermann Weindorf. Es erhielt zehn Punkte und erreichte somit den 18. Platz von 22 Teilnehmern.